# Authomaema
Authomaema là một chi bướm đêm thuộc phân họ Tortricinae của họ Tortricidae.

## Các loài
- Authomaema diemeniana (Zeller, 1877)
- Authomaema pentacosma (Lower, 1900)
- Authomaema rusticata Meyrick, 1922